# Il fasciocomunista
Il fasciocomunista è un romanzo di Antonio Pennacchi pubblicato nel 2003 e vincitore del Premio Napoli. L'autore ne aveva cominciato la stesura fin dal 1992 e nel 2007 ne pubblicò una seconda edizione profondamente riveduta.
Sempre nel 2007 il regista Daniele Luchetti trasse dal romanzo il film Mio fratello è figlio unico, interpretato da Riccardo Scamarcio, Elio Germano e Luca Zingaretti e con trama decisamente modificata, specie nel finale

## Trama
Latina, anni sessanta. Accio appartiene a una numerosa famiglia operaia. È entrato in seminario per diventare missionario, ma un po' in preda a incertezze, un po' per delle situazioni poco ortodosse interne all'istituto che gli stavano dando consapevolezze premature, decide di lasciare il seminario, sebbene padre Cavalli insista per farlo rimanere. A casa è accolto in malo modo. Vuole studiare il latino, al liceo classico, ma già ci sono gli altri fratelli che frequentano scuole impegnative, per cui gli viene imposto di iscriversi all'istituto per geometri. Nel frattempo, si arrangia con lavori estivi come può e si iscrive al MSI, arrivando a costruire la sezione giovanile della Provincia di Latina, di cui diventa coordinatore.
A metà del terzo anno, dopo una sospensione lascia temporaneamente la scuola. Rimedia dei lavori grazie all'aiuto dei membri del partito, intanto organizza scorribande con i giovani della provincia, finché non entra nei Volontari del MSI di Arturo Michelini, dove immagina la gloria dello scontro e della zuffa armata. Cacciato dal MSI per una manifestazione antiamericana che aveva organizzato con il fratello Manrico e l'amico Lupo, si avvicina al centro sociale di Latina frequentato dalla sorella Violetta, amica di un locale filosofo ideologo marxista, di cui in seguito diventerà moglie.
Accio prende allora confidenza con le idee rivoluzionarie del comunismo, grazie anche alla frequentazione di una ragazza milanese, Francesca, in vacanza a Lido di Latina, dove egli lavora. Innamoratosi della ragazza, inizia a spostarsi in autostop fino a Milano, sperando inutilmente di costruire un rapporto con lei. Durante il viaggio in autostop, riceve un passaggio da Pier Paolo Pasolini, con cui finisce per litigare furiosamente.
Joan, invece, è colei che contraccambierà le sue attenzioni: ragazza inglese in vacanza in Italia, si impegna in un rapporto effimero ma formativo; poco dopo averla incontrata perde il lavoro da disegnatore in uno studio privato e lascia la società di progettazione e edilizia che aveva in comune con l'amico d'infanzia Serse.
A questo punto inizia a frequentare un gruppo di maoisti di Bari con la sorella minore Mimì, sempre con il fedele amico Lupo al fianco, ma dopo la bomba di Piazza Fontana decide di andarsene anche dai maoisti, che trova lontani dal mondo. Si iscrive alla facoltà di Scienze politiche, dove inizia a far uso di droghe, frequentando le lezioni incostantemente. Lasciata l'università torna a Milano, dove assiste alla sparatoria nella quale resta ucciso il fratello Manrico. In seguito, travolto dal dolore, raggiunge a Siena padre Cavalli, suo professore al seminario, si confessa e raggiunge un benessere esistenziale. Tornato a casa, ritrova la madre che, con soddisfazione, può dirgli ancora una volta: «Hai fatto metà del tuo dovere.»

## Personaggi
- Accio Benassi: protagonista e narratore della vicenda dalla prima adolescenza fino al servizio militare. Oltre che esponente di un ambiente rurale quale quello di Latina del dopoguerra, lo troviamo a viaggiare fra Roma, Milano e Bari, generalmente in autostop.
- Manrico Benassi: fratello maggiore di Accio, ne adombra la personalità tanto in famiglia quanto in società. Piace a tutti, mentre al contrario Accio è cacciato ovunque. Proprio a causa sua Accio non potrà frequentare il Liceo Classico perché "basta già un figlio che andrà all'università". Alla fine muore in un conflitto a fuoco di cui è causa, vicino al terrorismo rosso.
- Otello Benassi: primogenito scansafatiche della famiglia di Accio, è presente solo nei quadretti familiari o pontini. Ha frequentato il geometra e pensa che un giorno, benché sia notoriamente sfaticato, riuscirà ad aprire uno studio suo in cui poter lavorare con Accio. Anche per questo motivo viene impedito al talentuoso traduttore di latino (Accio) di frequentare il liceo classico.
- Violetta e Mimì: Violetta è la sorella maggiore di Accio, studiosa devota, si sposa con un filosofo comunista. Mimì è l'ultimogenita in famiglia, frequenta il centro sociale a Latina, porta Accio a Bari.
- Il padre: democristiano di origine veneta, fa il meccanico e frequenta la corale San Marco di Latina come cantore. Tradizionalista e a volte manesco con i figli, a un certo punto scoraggiato pensa di avere il diavolo in casa visto il dilagare delle ideologie di sinistra in famiglia.
- La madre: autoritaria e dispotica, nutre una predilezione inspiegabile per Otello perché primogenito, ma nel cuore ha sempre Manrico, che mette sempre in primo piano rispetto ad Accio. È un importante riferimento familiare negli eventi del romanzo a causa del suo forte carattere che sovrasta di molto il carattere poco pragmatico del marito.
- Serse e Lupo: amici di Accio. Serse è il primo comunista che gli è vicino, vicino di banco perché ripetente come lui all'istituto per geometri, vicino d'esperienze perché condivide con il protagonista viaggi ed esperienze politiche e lavorative. Lupo invece è un amico d'infanzia di Accio, lo segue nel partito fascista, alla manifestazione antiamericana, negli autostop verso Milano e infine marginalmente nell'esperienza comunista.
- Francesca e Joan: Francesca è il primo grande impegno amoroso di Accio. È milanese, lo ospita spesso nel capoluogo lombardo, ma sembra che abbia un presunto "problema sessuale", a dire della stessa, per cui non può impegnarsi con il protagonista. Alla fine a Milano sembra sia amica di Manrico, contro cui forse ha fatto una spiata. Joan è invece una vacanziera inglese incontrata per caso sull'autobus e invitata con una sua amica da Accio a Latina. Con lei vive un amore fugace ma intenso e formativo.

## Temi: la politica e l'uomo
L'autore del romanzo è un personaggio singolare, ha svolto diversi lavori corrispondenti ad un'ampia gamma di interessi che vanno dalla storia all'architettura, dall'antropologia alla filosofia. In tutte le sue opere però, fra cui Il fasciocomunista, la chiave di lettura del panorama dei riferimenti trattati, forse l'unica vista l'eterogeneità degli argomenti, è la città, intesa come comunità entro un pomerium sacro. In Viaggio per le città del Duce nell'analizzare la storia architettonica della bonifica pontina e del successivo sviluppo nel dopoguerra l'autore traduce il senso antropologico-religioso della fondazione di una città in figure retoriche intuitive con cui si riconduce il pomerium, il confine sacro dei miti di fondazione, ai comuni principi pragmatici ed empirici dell'urbanistica moderna e della storia dell'architettura: la coerenza di contenuto e forma, sostanza e funzione. Il confine sacro perciò diventa confine culturale, civile, tra la funzionalità (etica) e lo spreco, tra l'urbanizzazione e l'emarginazione, e ne Il fasciocomunista, tra la vita e l'ideologia, tra la condivisione etica e l'isolamento dottrinale.
Come per la fondazione di Roma, come per la Genesi, Accio e Manrico condividono l'intera esperienza di una vita, Romolo e Remo, Caino e Abele; Manrico, fratello maggiore di Accio, è sempre di successo e in primo piano nella comunità che frequenta, seguito come un'ombra da Accio, che invece è la figura dell'attaccabrighe, ovunque si trovi è sempre in forse, spesso fuoriluogo, spesso impacciato e maldestro. La risoluzione del dissidio originario è definitiva solo alla conclusione dell'opera, quando la morte di Manrico, divenuto terrorista rosso armato, si configura come l'estrema e definitiva rappresentazione del sacrificio a cui incorre chi tradisce la città per l'ideologia. È solo a quel punto che trova giustificazione, e scopre un fondamento (come Roma dopo la morte di Romolo, come l'umanità dopo la morte di Abele), la «vita scriteriata di Accio Benassi» e tutti quegli episodi che solo dopo quest'esito finale si poterono svelare come abusi e violazioni, a cui il protagonista è riuscito sempre a scampare non senza complicazioni. Così capiamo che il limes sacro era violato in seminario, dove la legittimità dei precetti dell'ordine sacerdotale sconfinava spesso in forme di emarginazione individuale, e la purezza delle dottrine nel lenocinio. Il confine sacro era violato nel partito fascista, dove a fianco di manifestazioni ormai più folklorico-antropologiche di reduci di guerra, maturavano i piani sovversivi dei dirigenti, con l'obbiettivo di accrescere il proprio potere personale. Infine il limes era stato violato nei movimenti comunisti, divenuti a dire di Accio una sorta di nuovo seminario, in cui il controllo sulla vita privata prima, e poi sulla formazione ideologica, voleva sostituirsi alla coscienza civile e sociale.
Il tutto risuona non come una critica alla religione o alla politica (fascismo o comunismo che sia), ma come la messa in luce di quella zona oscura della civiltà e della politica a cui Accio è stato molto vicino: l'incomprensione e l'intolleranza, che gli è costata la morte del fratello; e benché la sua vita, nel romanzo, è sempre strutturata nell'impronta di questa tragica conseguenza, egli incarna un Romolo (o Caino) redento, non assassino, che ha amato la città e l'uomo nelle sue incertezze e contraddizioni; è Romolo nella reinterpretazione di una storia in cui il prediletto Remo fa violenza per pura tracotanza, è vittima e omicida di sé stesso. Accio è un Romolo che sta dentro una storia scritta da altri, di cui non è responsabile nei suoi risvolti tragici, ma in questa storia è testimone di una esperienza morale ed affettiva timidamente universale, artefice del suo spazio civile e umano.

## Temi: il viaggio
I temi politici che si innestano sulle vicende del romanzo di formazione non tradiscono la presa in considerazione della relativa valutazione estetica a cui il romanzo è predisposto, in una impostazione poetica che deve sostenere storie incrociate di vita, politica e civiltà, con le condizioni di un orizzonte etico più o meno delineato.
È possibile individuare una struttura retorica di fondo che congiunge un sostrato mitologico-tradizionale e una interpretazione del processo storico in cui gli eventi si compiono in una inarrestabilità lineare. Una ricca disponibilità semiotica sostiene congiuntamente storie narrate nel processo temporale con citazioni letterarie e mitologiche per cui episodi ed eventi per interi capitoli sembrano lunghe digressioni in un discorso fluido e senza esitazioni interpretative dei fatti proposti, dove però la focalizzazione di dettagli e particolari che altrimenti sarebbero tabù fuori luogo configura la necessità di una consapevolezza critica sostenuta dal parallelismo con riferimenti folklorico-mitologici. Caratteristica centrale è la narrazione dei viaggi in autostop di Accio, tanto che interi capitoli sembrano i discorsi sciolti, estemporanei ed accorati di un autostoppista: lo spaesamento dolceamaro, quasi erotico di un viaggio sempre più o meno condiviso con qualcuno, e la relativa linearità del paesaggio che si fa orizzonte panoramico. E la prospettiva etica resta implicita, incisa nelle figure incrociate nel percorso di una vita, che nella condivisione del viaggio accolgono il rimando della mediazione dell'incontro, ma disvelano le scelte nella loro nudità ed imminenza.
Il viaggio risulta essere così il consolidamento del punto di partenza, l'inevitabile costituzione di un centro a cui far riferimento anche per poter pensare di partire, riferimento per controllare lo smarrimento causato dalla conseguente sospensione del giudizio operata da chi è in cerca di una strada, di un clinamen in cui maturare una formazione individuale e sociale, libera. La poetica è allo stesso modo strutturata anche nelle narrazioni politiche. Come se il lettore fosse coinvolto nello stesso percorso dell'autore, nei dettami del romanzo di formazione, le battaglie civili e le esperienze sociali vengono delineate in un discorso improvvisato e confidenziale, che può spesso non valutare le aspettative storiche (fenomenologiche) del lettore per non celare o forzare quelle etiche. Parallelamente il linguaggio molto spesso volutamente gergale crea uno stile che rafforza la complicità con il lettore nella sicurezza ostentata di chi può raccontare storie che proprio nella loro evoluzione narrativa mostravano del tutto fortuita qualunque possibilità di diventare, come appaiono nell'opera, un perimetro ciclico per rappresentare inscritta non solo una vita, ma la sua stessa formazione.

## Temi: la madre, la famiglia, le donne
Lo stile e la poetica del romanzo è speculare allo sviluppo del contenuto etico espresso. Pennacchi ci raffigura la famiglia di Accio come una comunità senza dialogo. I discorsi che sorgono non sono mai ascoltati sinceramente, mai compresi, mai risolutivi dei problemi che pongono. C'è trambusto e confusione, la stessa che il giovane protagonista poi porta fuori di casa e che spesso gli è causa di molte noie. E il dialogo mancato è tradotto nello stile monologico (a volte autoreferenziale) della maggior parte delle narrazioni. Su quest'orizzonte rappresentativo si innestano radicalmente le parole chiave del romanzo, non gli slogan politici e le citazioni popolari, ma la frase:
Le poche parole, incisive, sono ripetute dalla madre in considerazione dei successi sociali di Accio e dei fratelli, o di riconoscimenti della comunità pubblica (diplomi, licenza militare). L'autore allo stesso modo le ripete ben oltre l'effettività delle storie, come il contropeso dell'assenza di partecipazione dialogica. L'espressione di una certezza etica che non ha bisogno della mediazione dialettica; il significante della partecipazione e della comunanza affettiva materna e familiare nel portare a termine doveri etici di cui ha bisogno chi deve crescere secondo un'educazione umana e sociale, secondo l'appropriazione matura del sentimento e l'appagamento delle prospettive dell'esistenza, secondo l'altra metà del dovere.
Perciò la madre con i suoi caratteri è l'unica donna concreta nel romanzo, ambivalente, morale e naturale, fino a Joan. Le esperienze affettive e amorose di Accio sono sempre delineate nel rapporto con donne ideali, letterarie o folkloriche, in situazioni di idillio o di delirio tragicomico. C'è quella che incarna la tradizione popolare, quella che incarna l'indecisione e la confusione, quella che incarna l'ideologia. Joan invece, comparendo verso la fine del romanzo, straniera in vacanza, e soprattutto lontana dalle figure dell'esperienza collettiva dei personaggi del romanzo, è l'unica per cui il protagonista riesce a scoprire un fondamento e un sano confine (pomerium) anche per l'amore: la comprensione e l'attesa della persona amata, contro la degenerazione della possessione morbosa e del vuoto progetto ideale.

## I luoghi

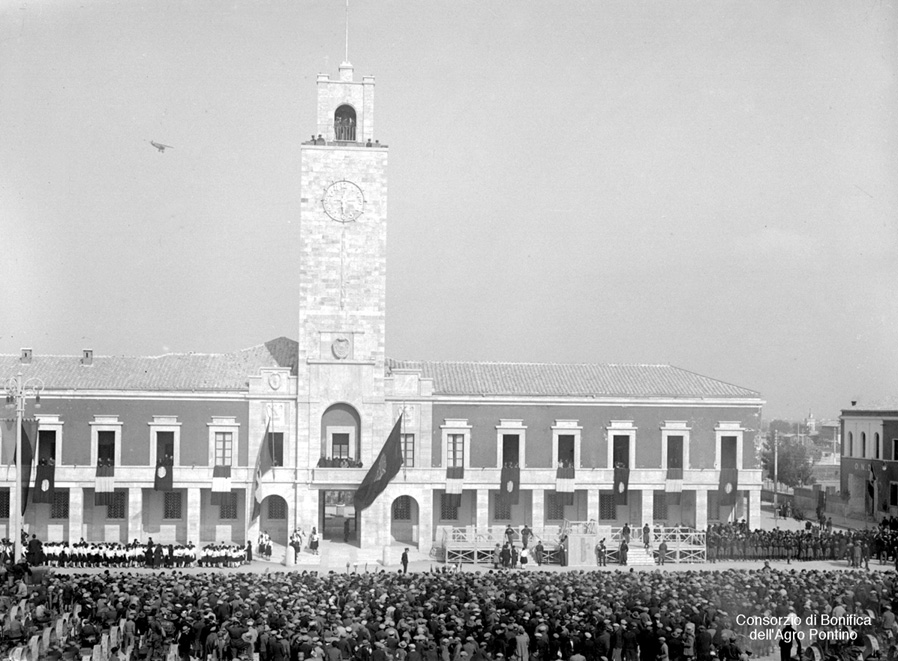
Foto d'epoca con l'inaugurazione di Littoria
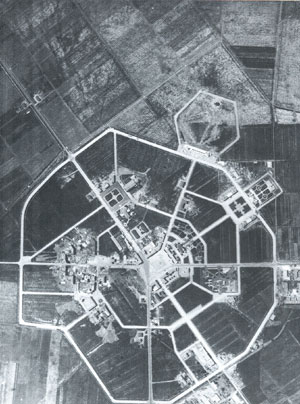
La pianta di Latina alla sua fondazione.
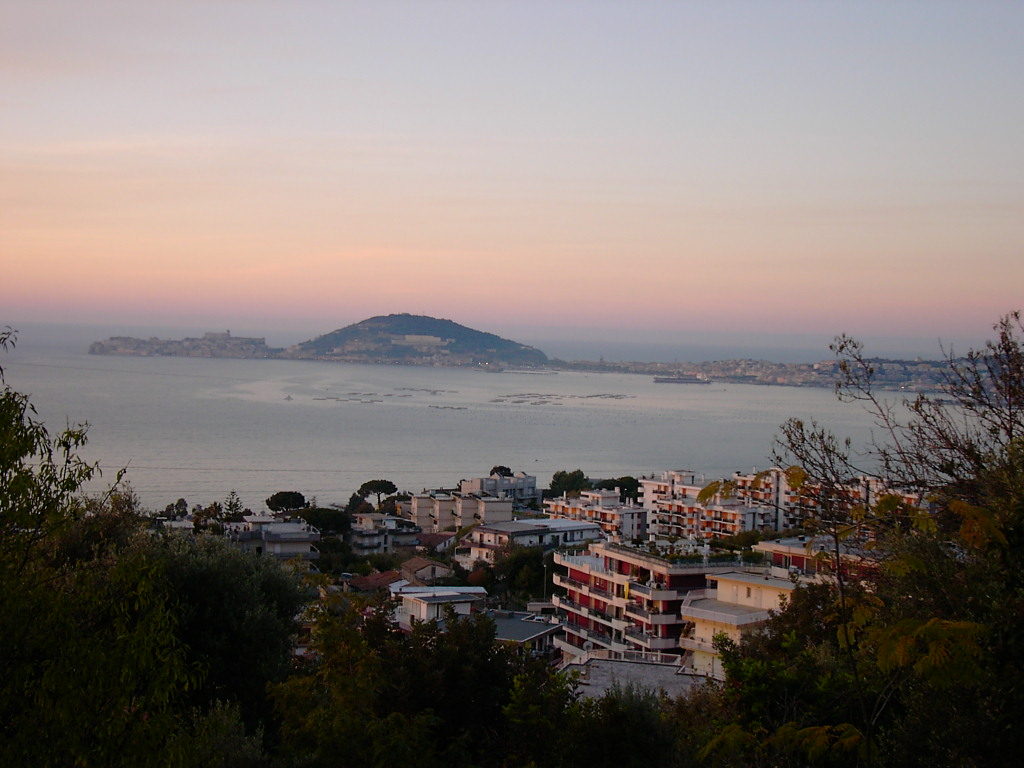
Formia e il golfo di Gaeta.
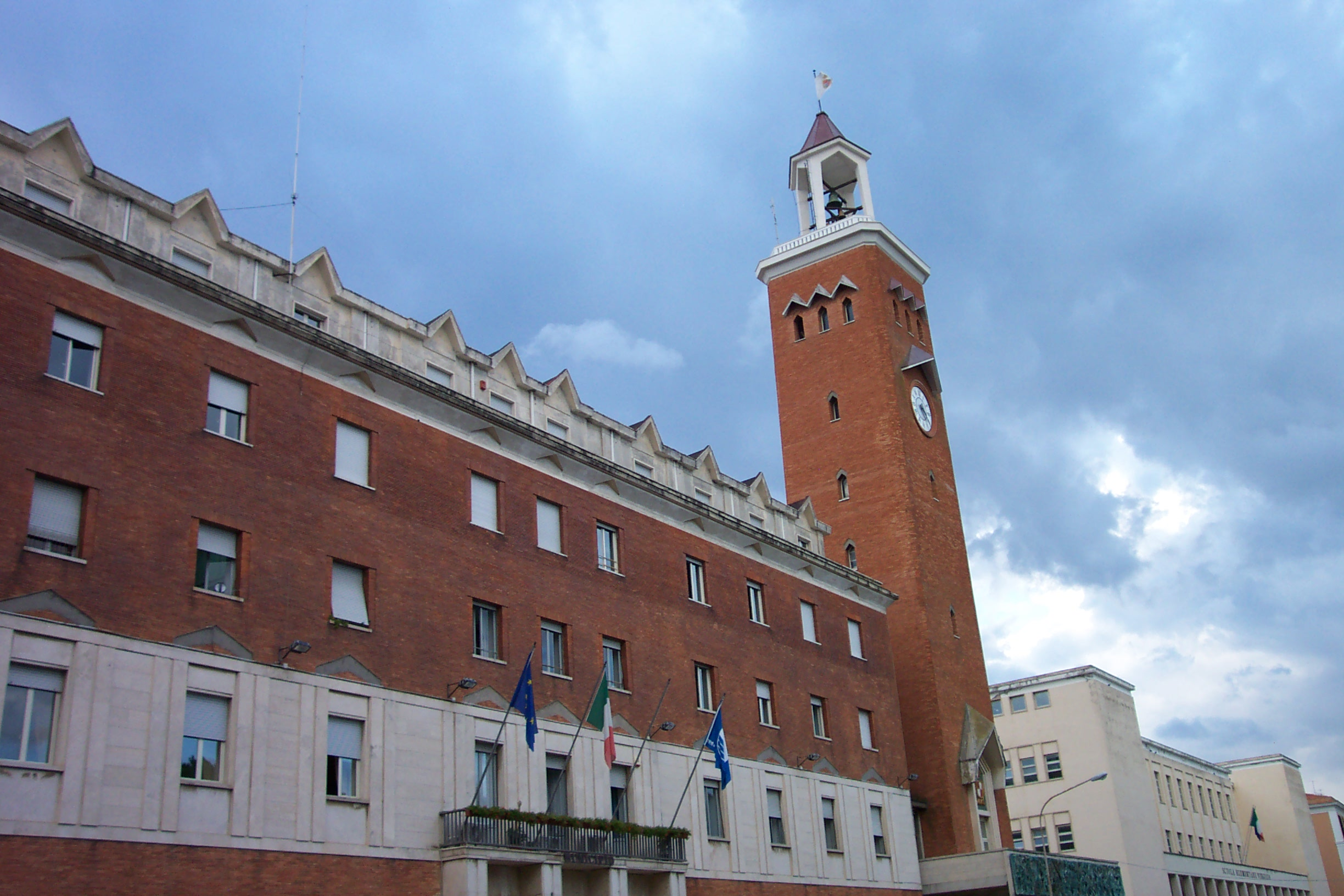
Il municipio di Gaeta.
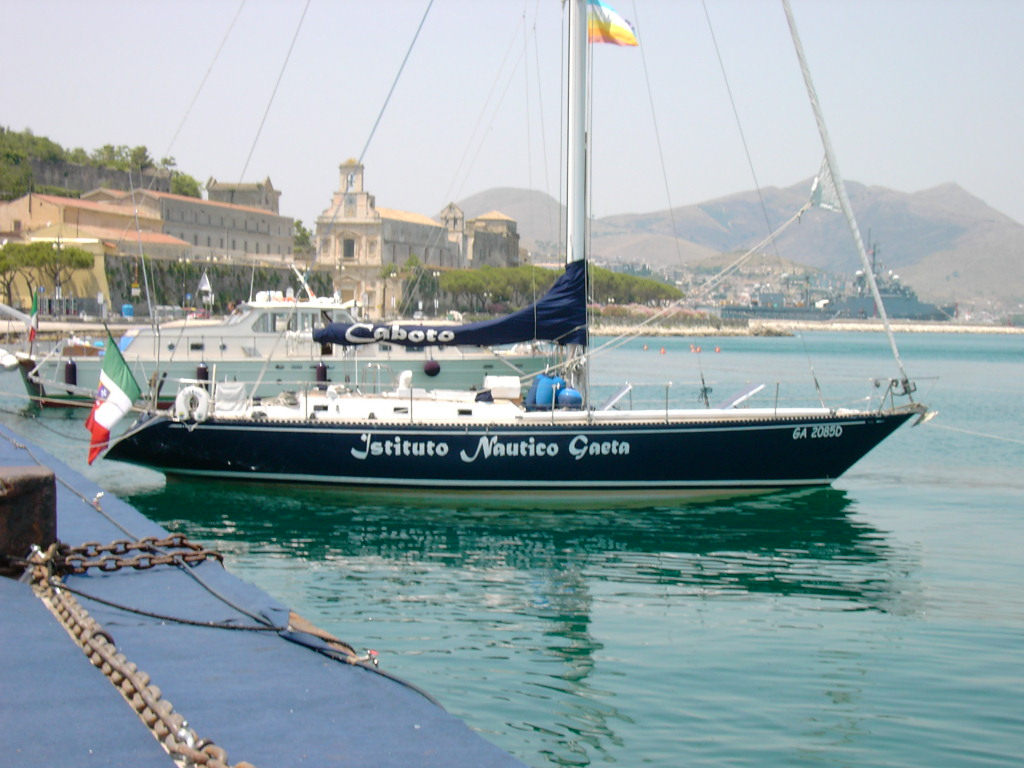
Il porto di Gaeta e, in fondo, la nave NATO.
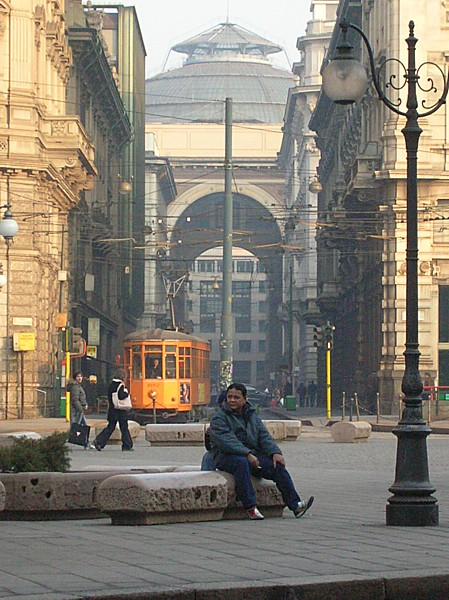
Piazzale Cordusio a Milano.
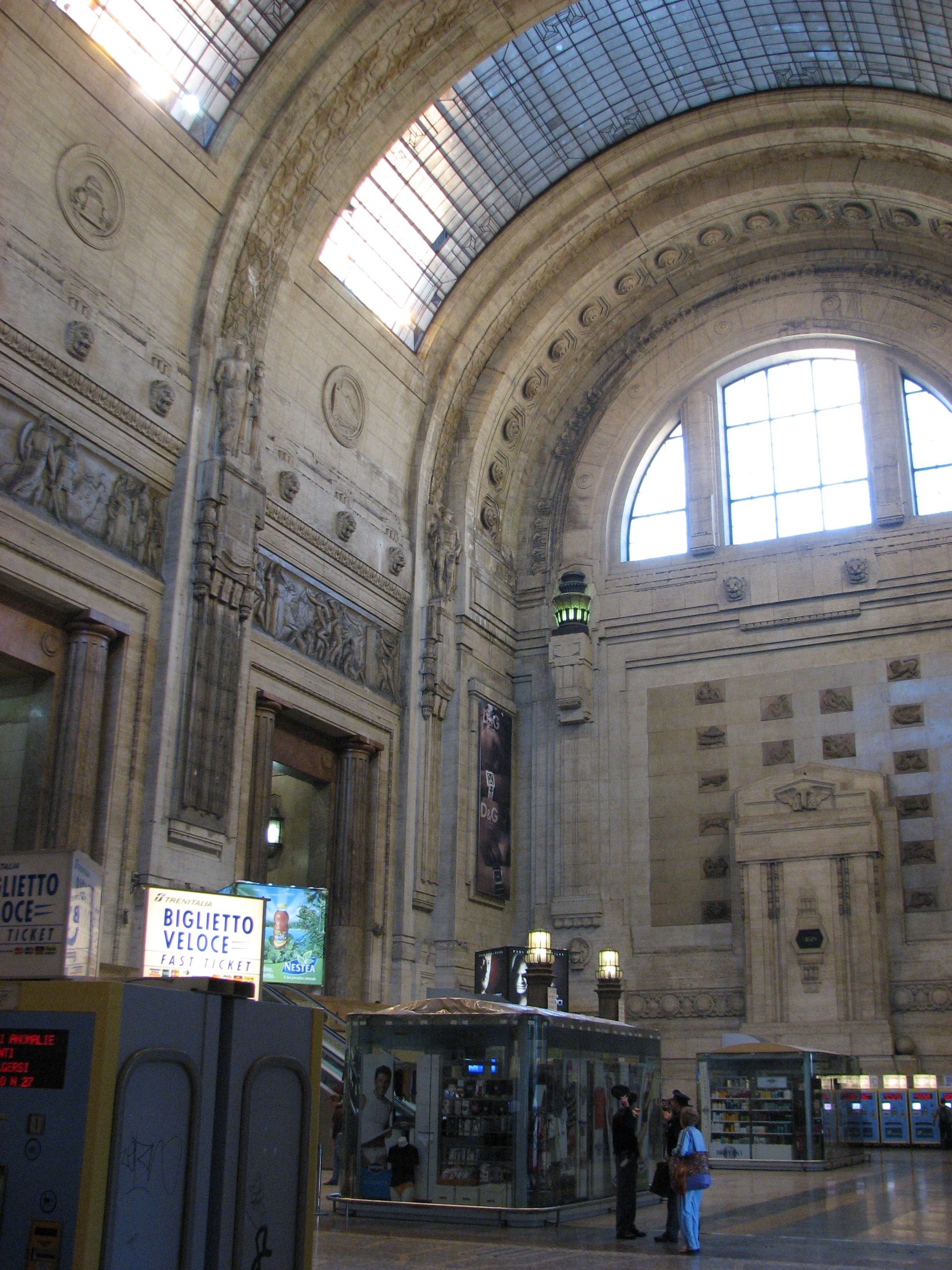
Milano, Stazione centrale.
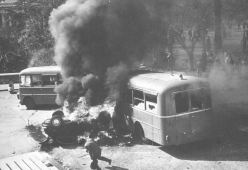
Gli scontri di Valle Giulia.
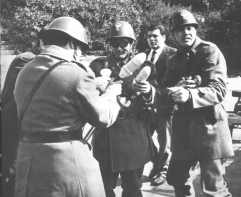
Valle Giulia, Lo sgombero della facoltà.
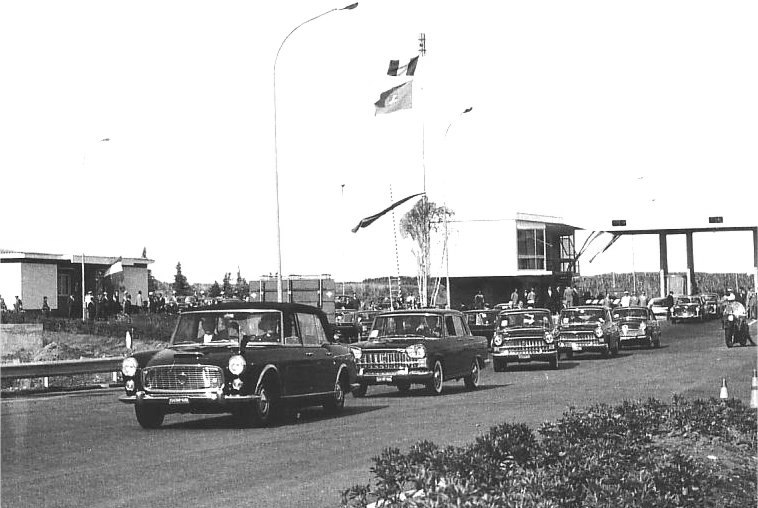
L'autostrada del Sole nel 1964.
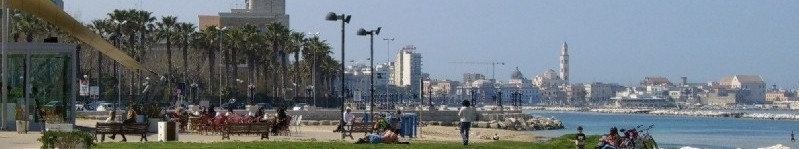
Il lungomare di Bari.

## Canzoni citate
- Aphrodite's Child - Rain and tears
- Gian Pieretti - C'era un bel sole
- Betty Curtis - Chariot
- Sergio Endrigo - Io che amo solo te
- Gianni Morandi - Fatti mandare dalla mamma
- Edoardo Vianello - I Watussi

## Edizioni
- Il fasciocomunista. Vita scriteriata di Accio Benassi, Collana Scrittori italiani e stranieri, Milano, Arnoldo Mondadori Editore, 2003,  pp. 339, cap. 10, ISBN 978-88-044-8822-4.
- Il fasciocomunista. Vita scriteriata di Accio Benassi, Collana Piccola Biblioteca Oscar n.528, Milano, Mondadori, 2007, ISBN 978-88-045-6599-4. [II edizione riveduta]
- Il fasciocomunista. Vita scriteriata di Accio Benassi, (coll. Oscar Contemporanea), Milano, Mondadori, 2010.
- Il fasciocomunista, Postfazione dell'Autore, Collana Oscar 451, Milano, Mondadori, 2017, ISBN 978-88-046-8516-6. [IV edizione riveduta]